# Heptacarpus brevirostris
Heptacarpus brevirostris är en kräftdjursart som först beskrevs av James Dwight Dana 1852.  Heptacarpus brevirostris ingår i släktet Heptacarpus och familjen Hippolytidae. Inga underarter finns listade i Catalogue of Life.